# Bear River State Park
Der Bear River State Park ist ein State Park in der Nähe von Evanston im US-Bundesstaat Wyoming. Der Name ist dem Bear River entliehen, der durch den Park fließt. Der Park wurde 1991 gegründet und umfasst eine Fläche von 1,2 km² (300 Acres). Zum Wandern und zur Wildtier-Beobachtung wurden rund fünf Kilometer Fußweg angelegt. Kleine Herden von Bisons und Wapitis leben eingezäunt im Park. Im Winter bietet er Touristen Gelegenheit zum Skilanglaufen und Schneeschuhlaufen.
Der Bear River State Park ist das ganze Jahr offen. Es gibt keine Übernachtungsmöglichkeiten im Park. Jeweils am Wochenende vor Labor Day findet jährlich im Süden des Parkes das Bear River Rendezvous statt. Dabei werden die Rendezvous der Trapper Mitte des 19. Jahrhunderts nachgestellt.